# المجمع المغلق 1559
المجمع المغلق 1559 هو المجمع الموكول بانتخاب بابا الكنيسة الكاثوليكية الجديد بعد استقالة البابا. انعقد مجمع الكرادلة لانتخاب البابا الجديد بدءًا من
5 سبتمبر 1559 وانتهى في 25 ديسمبر 1559. انتُخبَ بيوس الرابع ليكون البابا الجديد للكنيسة.
عُقدَ المجمع في الفاتيكان .